# Erlebnispark Tripsdrill
Erlebnispark Tripsdrill est un parc d'attractions situé à Cleebronn, dans le Bade-Wurtemberg. Il est considéré comme le plus vieux parc d'attractions d'Allemagne, il a célébré en 2004 ses 75 ans. Chaque année, il accueille environ 600 000 visiteurs.

## Histoire

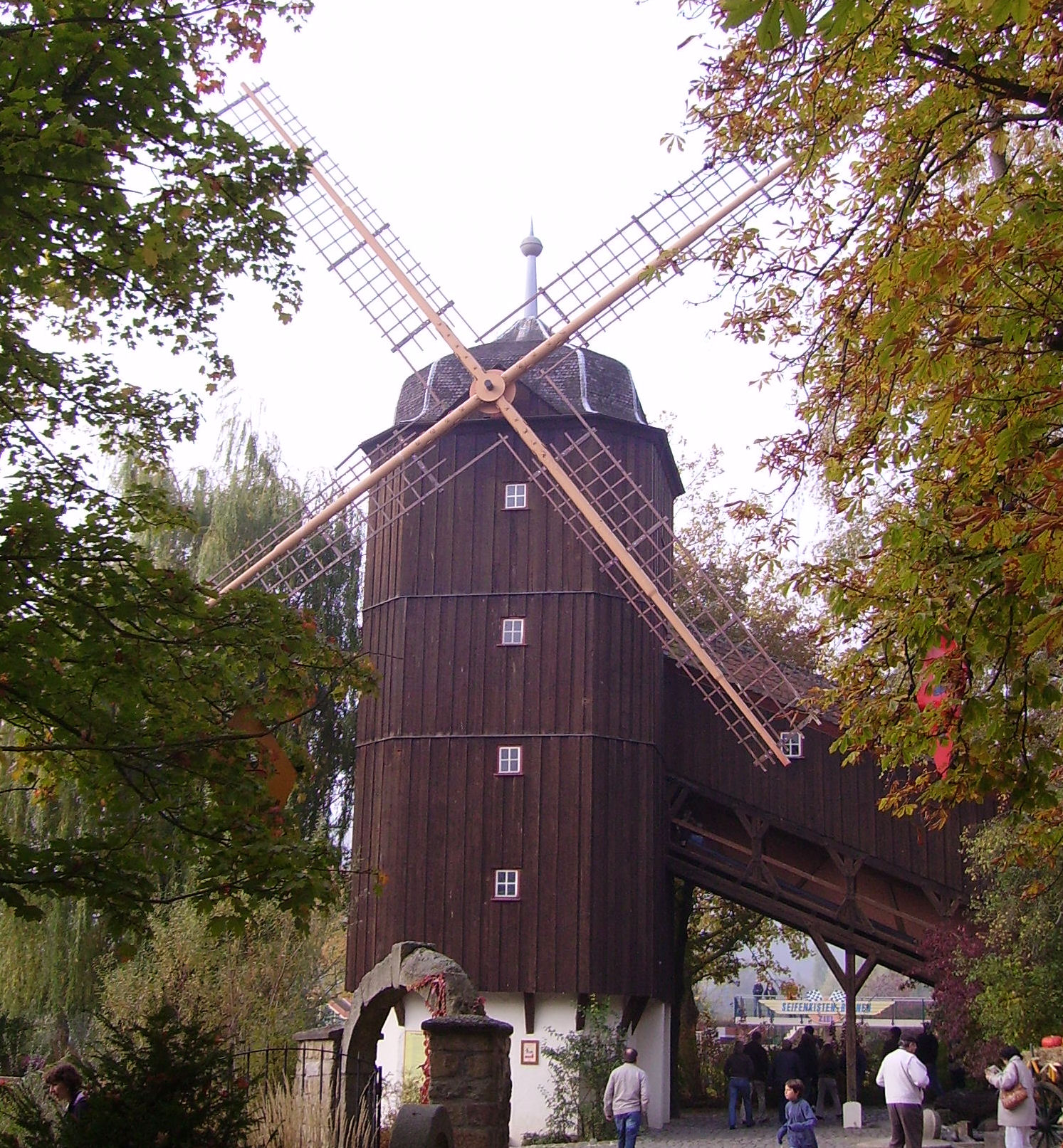
Le moulin Altweibermühle

En 1929, Eugène Fischer propriétaire d'un restaurant, construit le moulin Altweibermühle, un toboggan dans un moulin dit magique. On prétend que toute femme qui y rentre en ressort jeune fille. Après la Seconde Guerre mondiale, d'où Eugène n'est pas revenu, c'est le fils, Kurt Fischer qui reprit l'idée de parc de loisirs. Le premier moulin brûle en 1946, touché par la foudre, il est reconstruit en 1950.

En 1957, le parc animalier est ouvert avec déjà 300 animaux. En 1960, arrive la première attraction « mécanique » : un train panoramique. Le Wildparadies ouvre en 1972. Le vinarium (musée du vin) est également ouvert et présente entre autres au début du XXIe siècle une grande collection de presses à raisin en bois.
Le parc fut agrandit de 45 hectares en 1986 et de 15 de plus en 1995. Kurt Fischer transmit la direction du parc à ses fils (Helmut, Roland et Dieter Fischer) en 1996. Le parc continue petit à petit à accueillir des attractions de plus en plus originales. 
En 2001, le parc à gibiers est étendu à 17 hectares. L'année 2004 marque pour le parc le grand anniversaire : il a 75 ans d'existence. 

## Le parc d'attractions

### Lesmontagnes russes
| Nom de l'attraction    | Type                         | Constructeur              | Année d'ouverture |
| ---------------------- | ---------------------------- | ------------------------- | ----------------- |
| G'sengte Sau           | Wild Mouse / Bobsled Coaster | Gerstlauer                | 1998              |
| Hals-über-Kopf         | Inversées                    | Vekoma                    | 2020              |
| Karacho                | Lancées                      | Gerstlauer                | 2013              |
| Mammut                 | Bois                         | Cordes Holzbau/Gerstlauer | 2008              |
| Rasender Tausendfüßler | Junior                       | Zierer                    | 1986              |
| Volldampf              | Junior Boomerang             | Vekoma                    | 2020              |

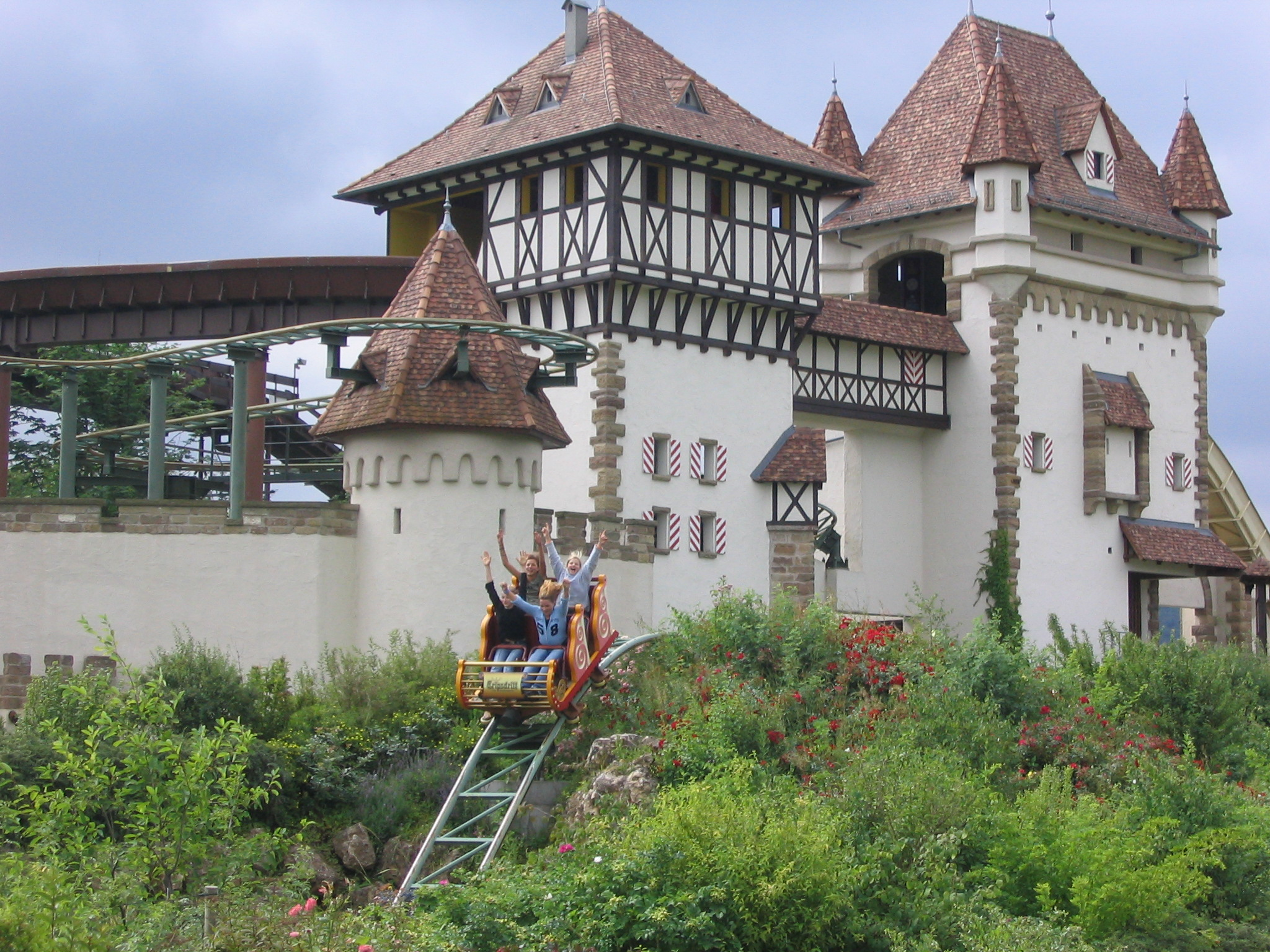
G'sengte Sau
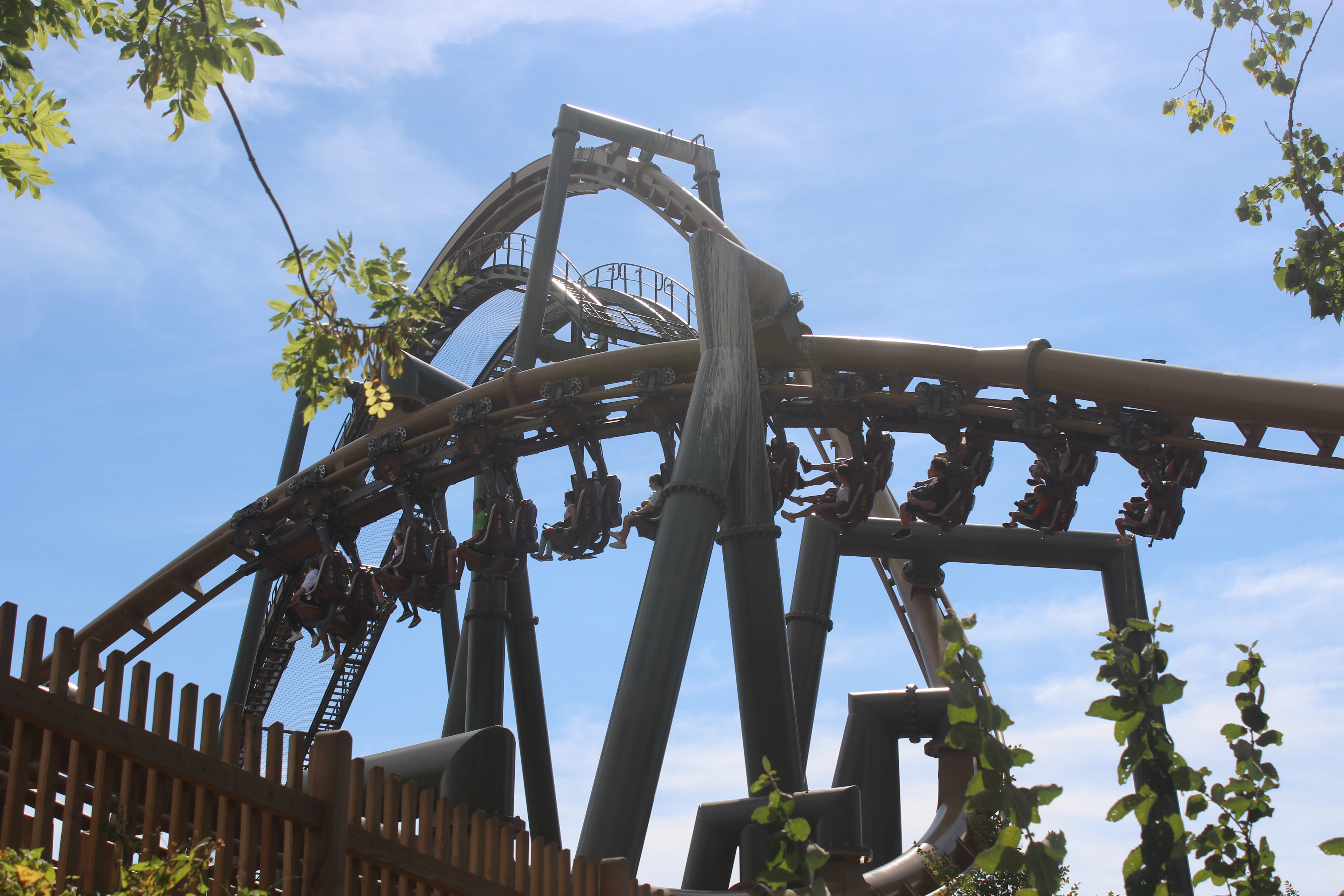
Hals-über-Kopf
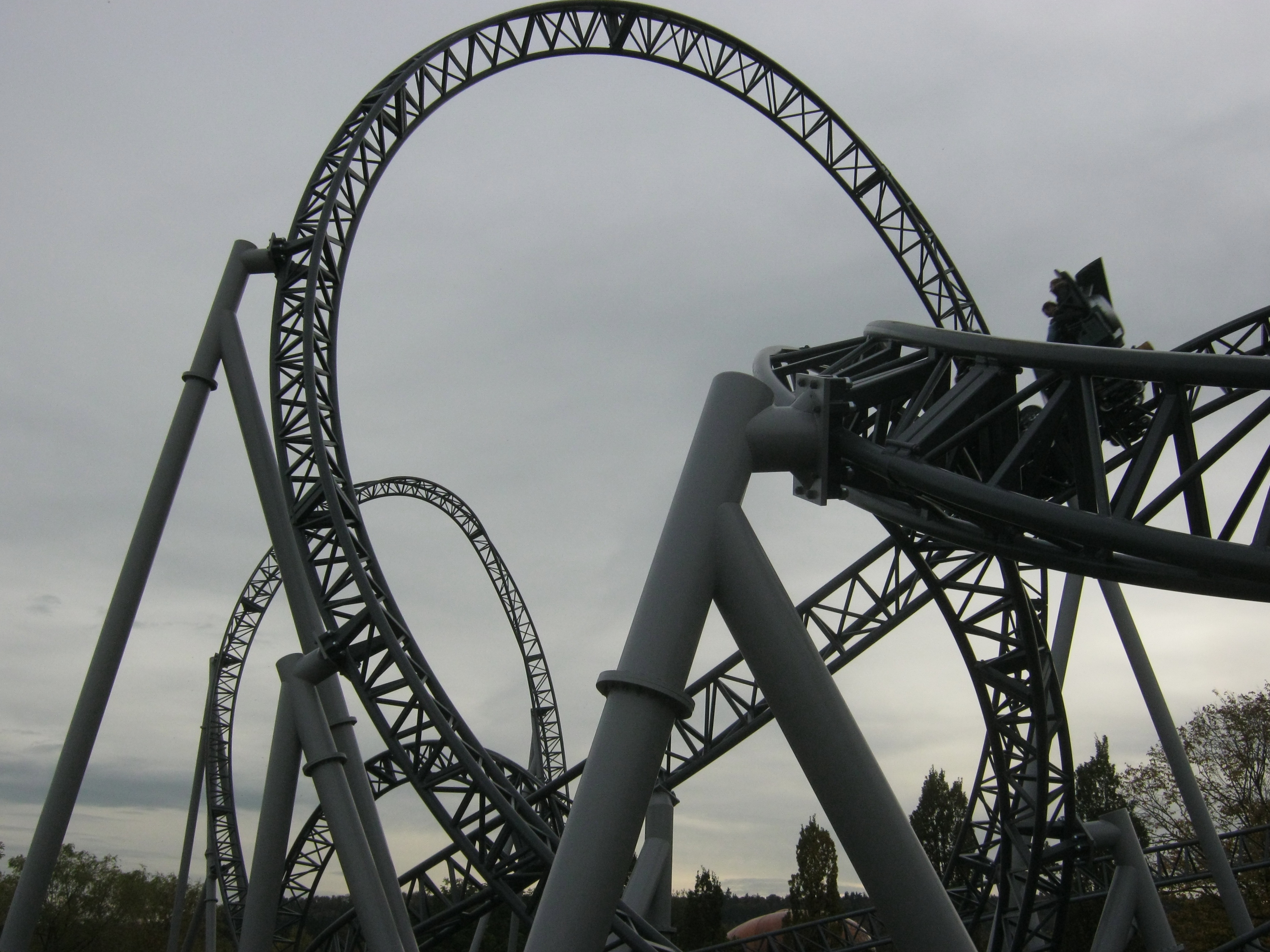
Karacho
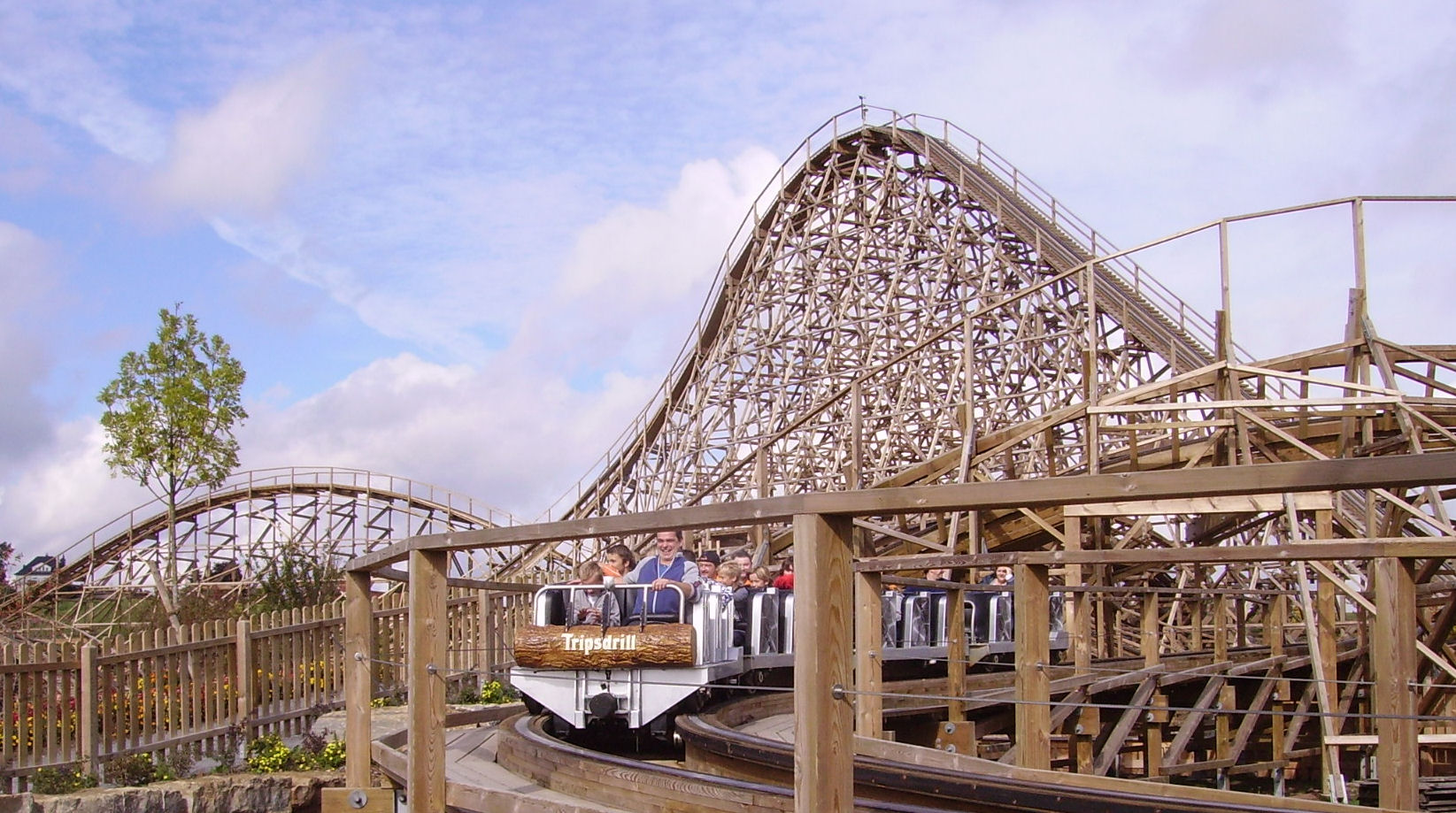
Mammut
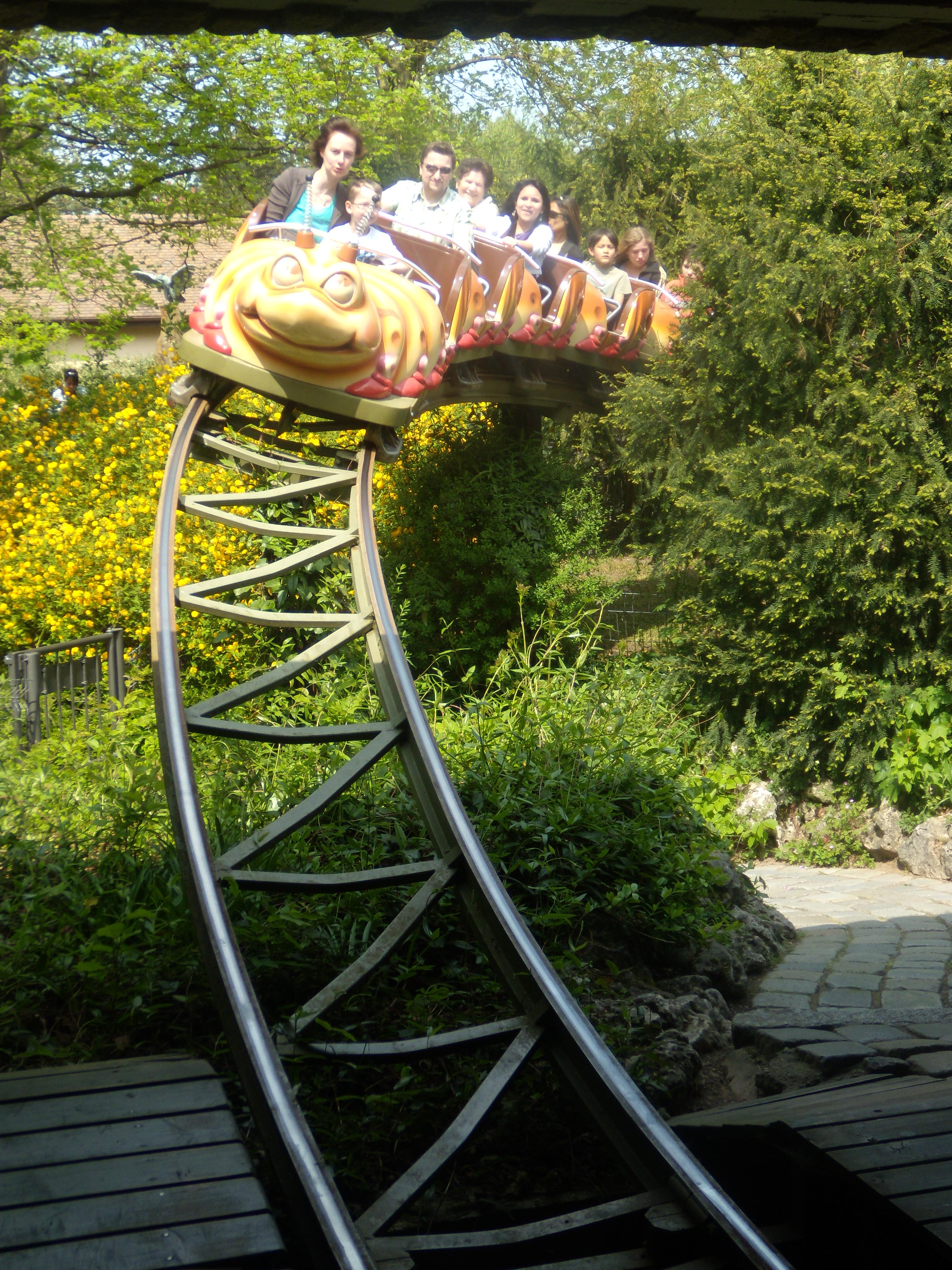
Rasender Tausendfüßler
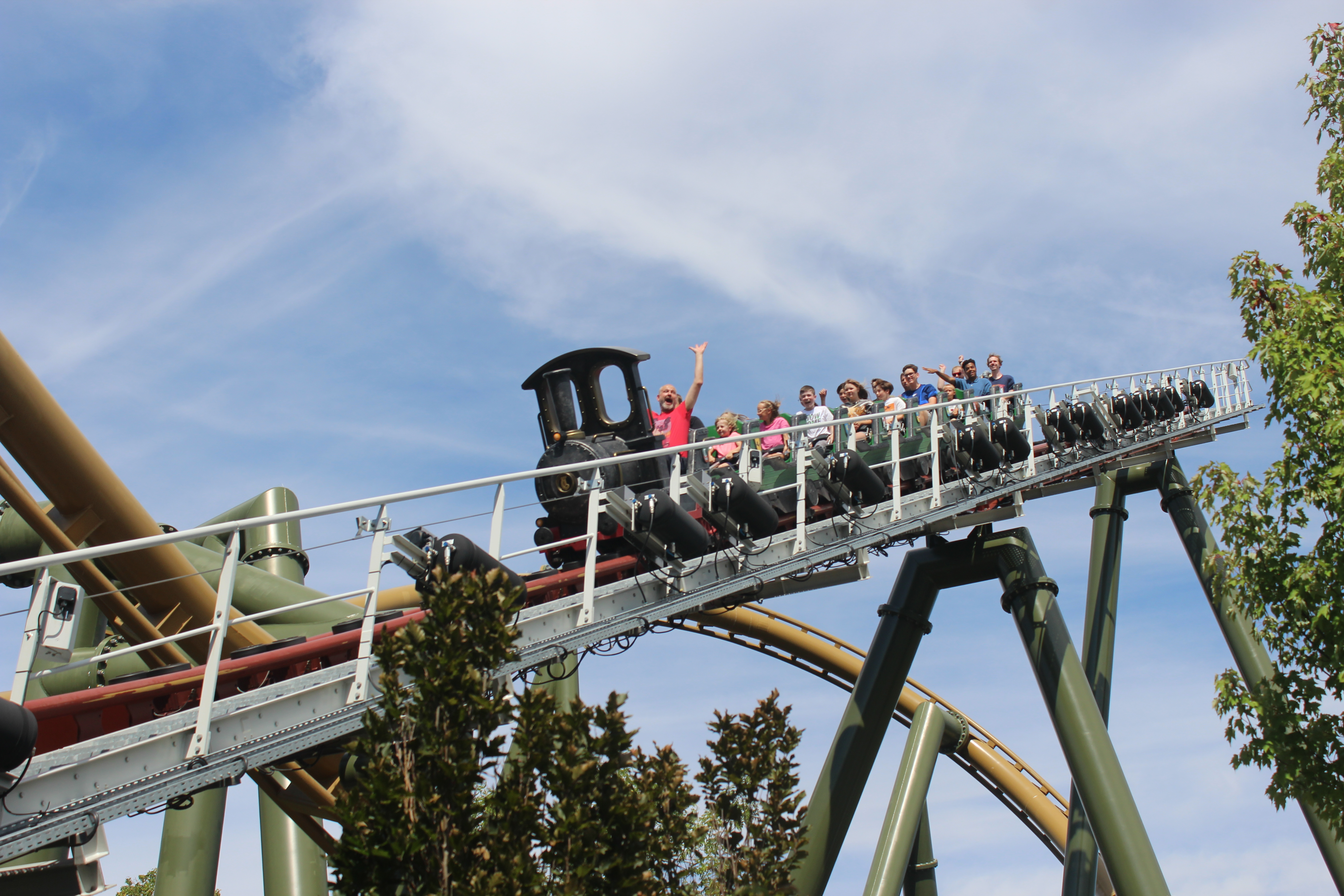
Volldampf

### Les attractions aquatiques
| Nom de l'attraction | Type                     | Constructeur    | Année d'ouverture |
| ------------------- | ------------------------ | --------------- | ----------------- |
| Badewannen Fahrt    | Bûches                   | Mack Rides      | 2000              |
| Muehlbach           | Bûches junior            | ABC Engineering | 2003              |
| Spritztour          | Splash Battle            | ABC Engineering | 2004              |
| Waschzuber Rafting  | Rivière rapide en bouées | Hafema          | 1996              |

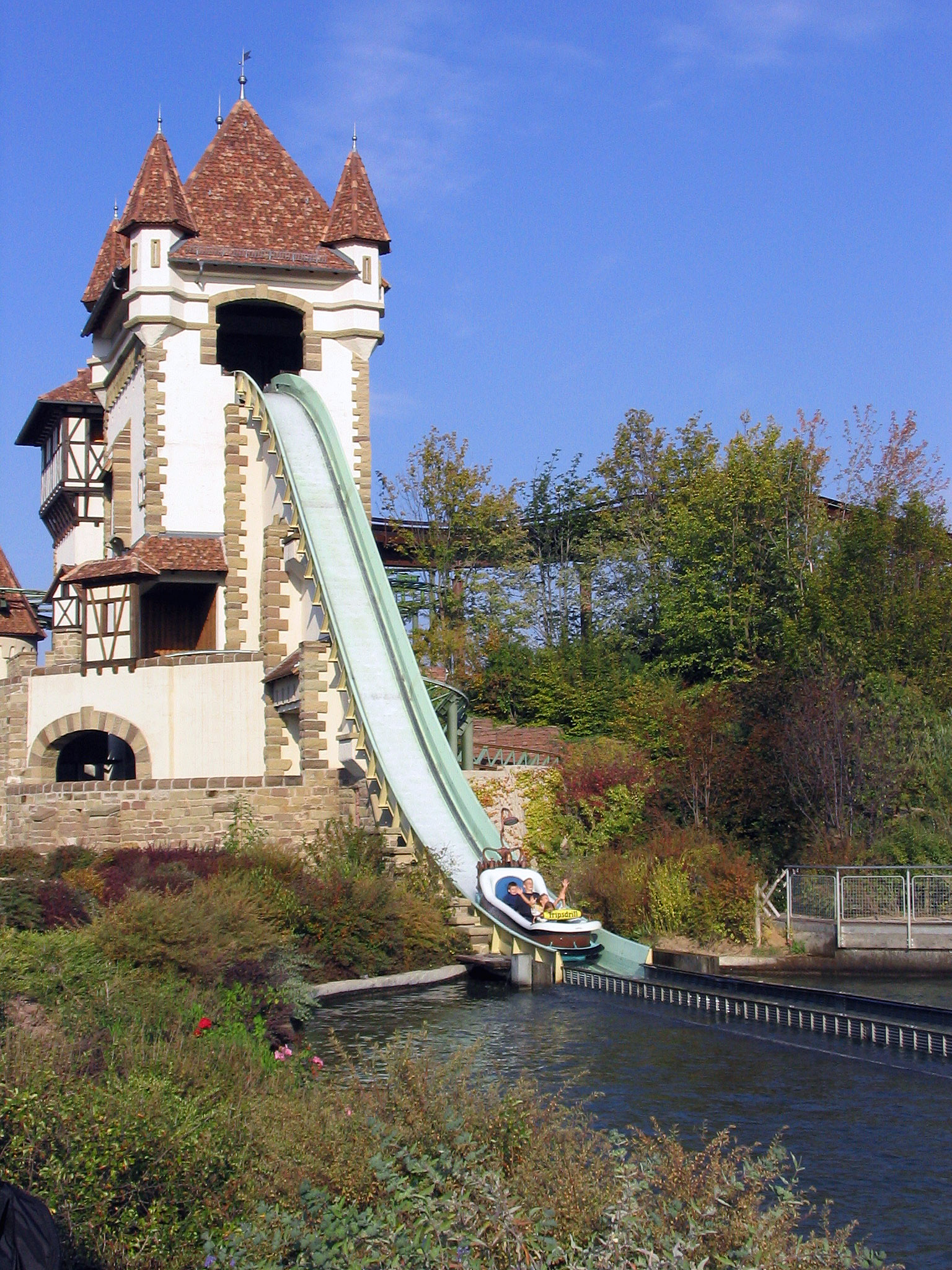
Badewannen Fahrt
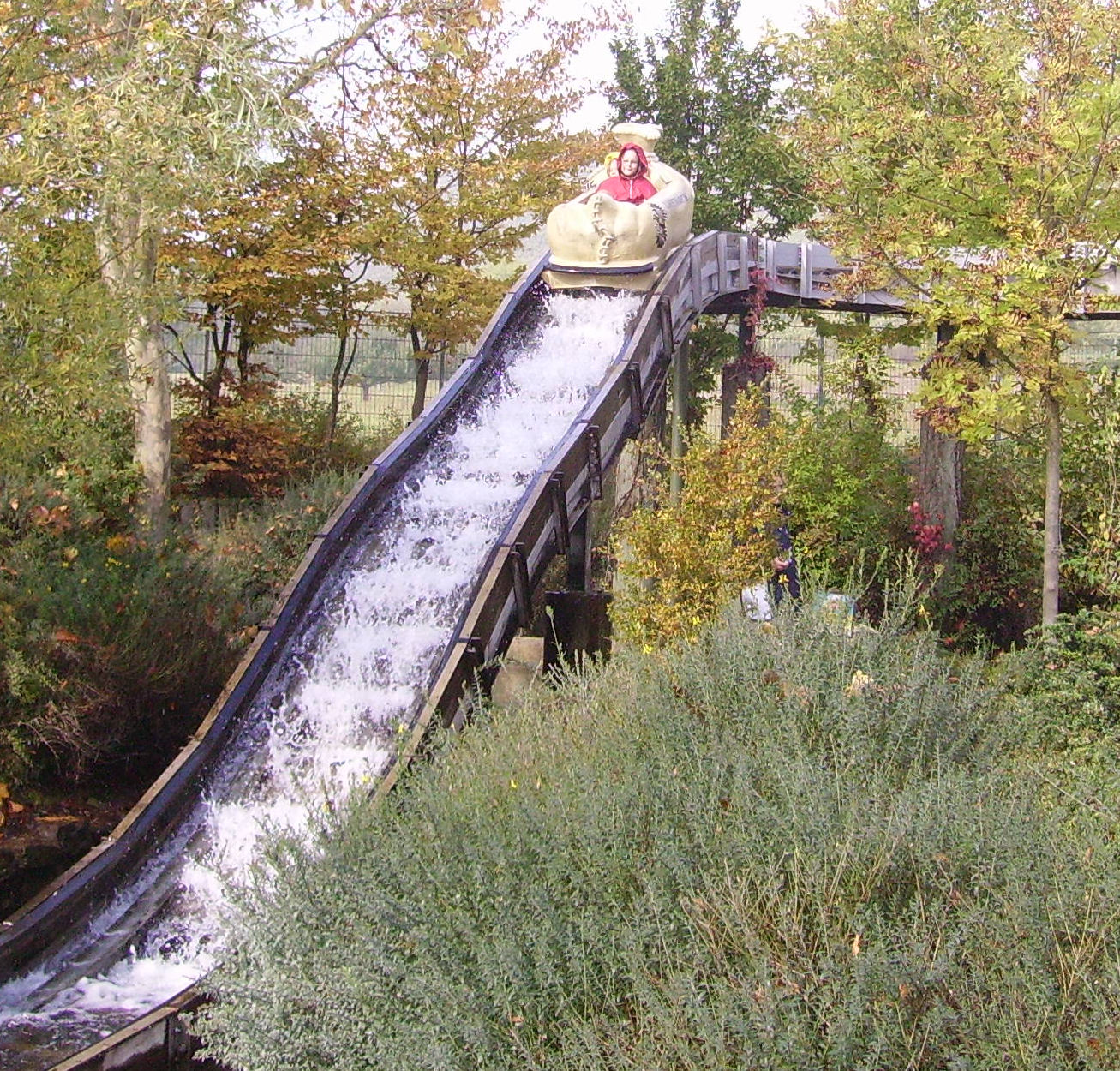
Muehlbach
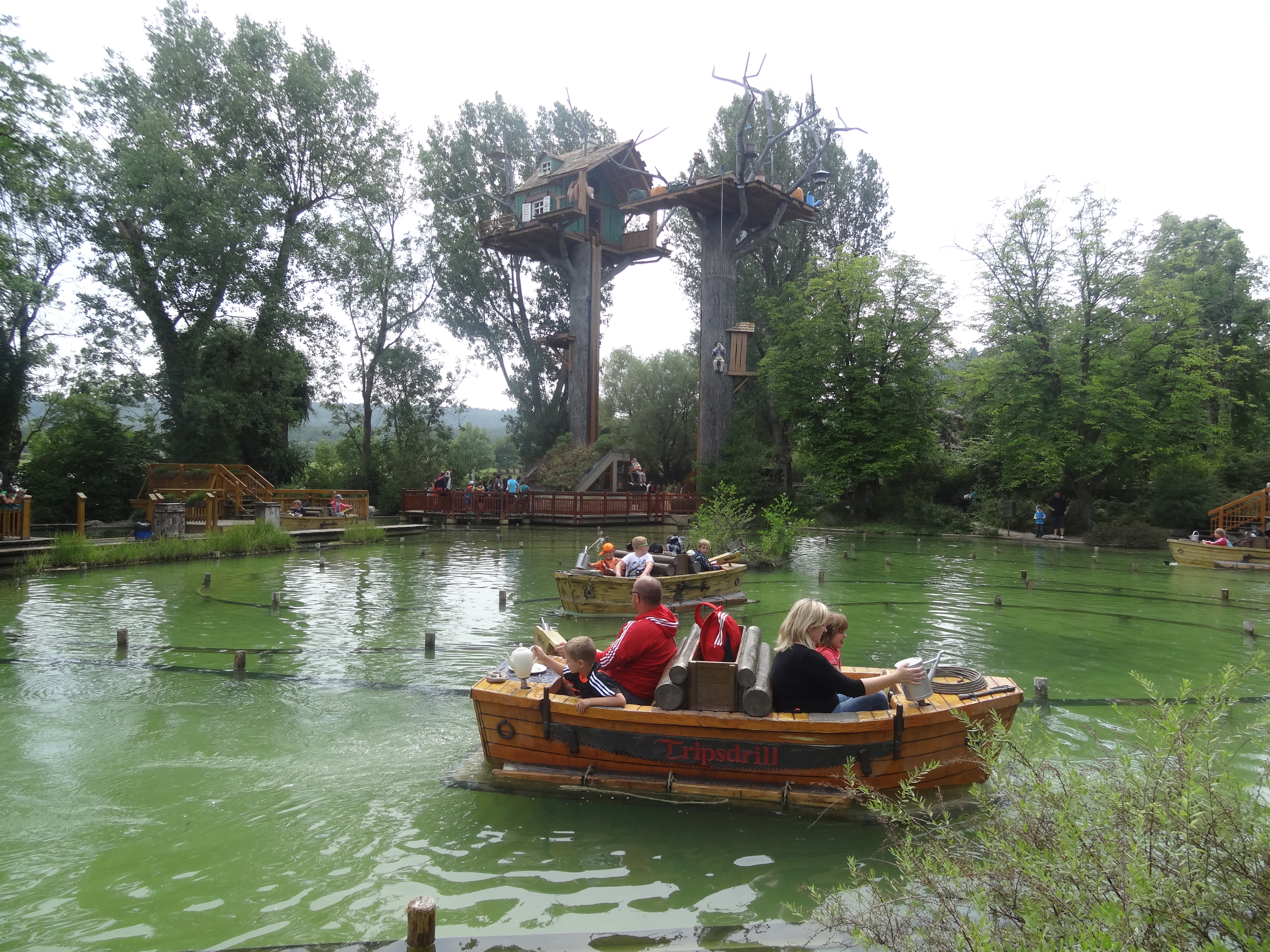
Spritztour
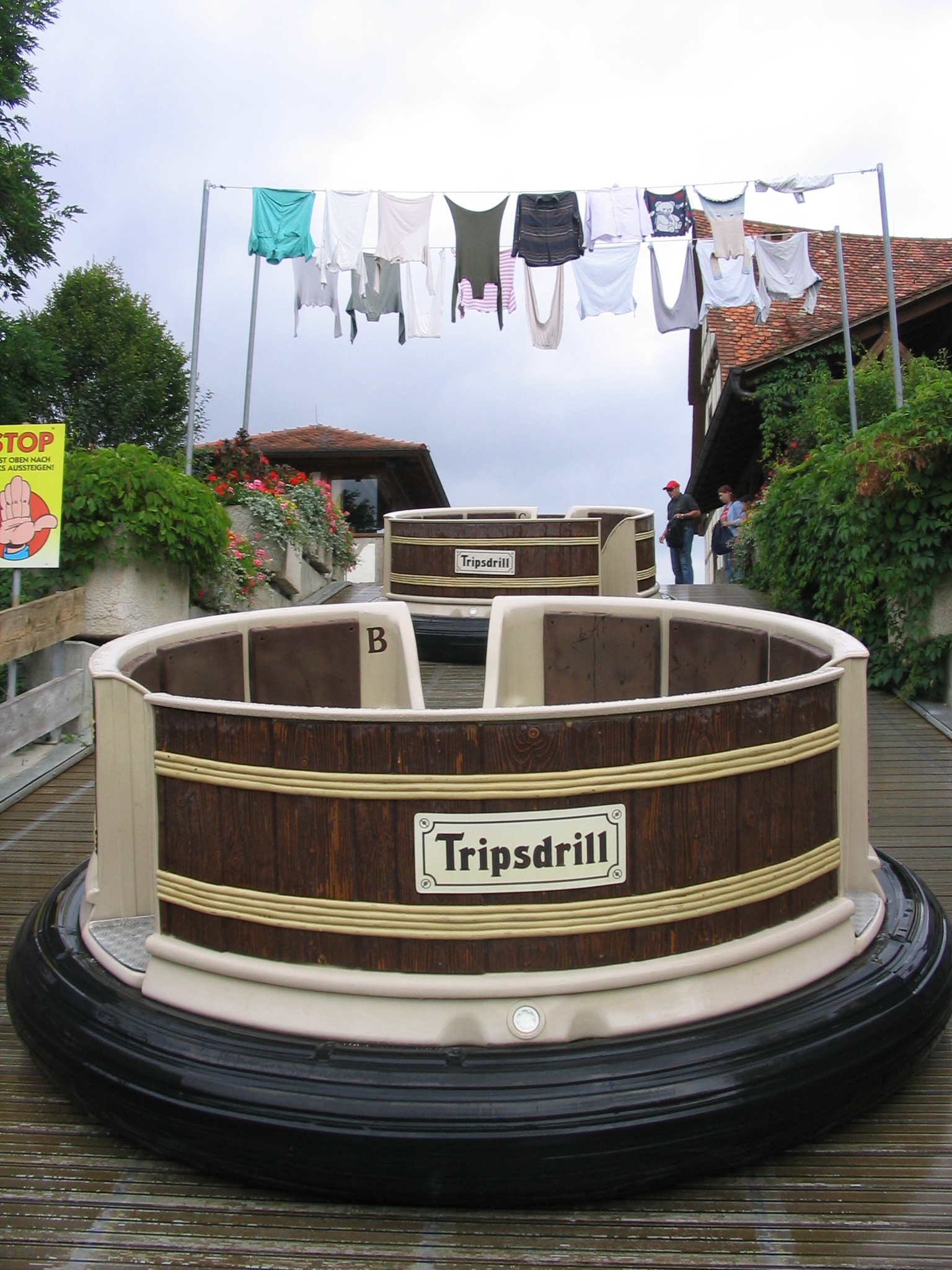
Waschzuber Rafting

### Autres attractions
- Altweibermühle - Toboggan, 1950
- Donnerbalken - (Bear Rides) Shoot, tilt & drop tower, 2003
- Fliegenpilz - (Zierer) Chaises volantes, 1990
- Flug-Duell - (Gerstlauer) Sky Fly, 2017
- Gugelhupf-Gaudi-Tour - (Gerstlauer) Himalaya, 1992
- Kaffeetassenfahrt - (Mack Rides) Tasses, 1984
- Maibaum - (ABC Engineering), 2006
- Schlappen-Tour - (Zierer) Chenille, 1991
- Seifenkisten-Rennen - (Prokar) Course de caisse à savon, 2004
- Wiegenhochbahn - (Metallbau Emmeln) Monorail, 1983

### Photographies

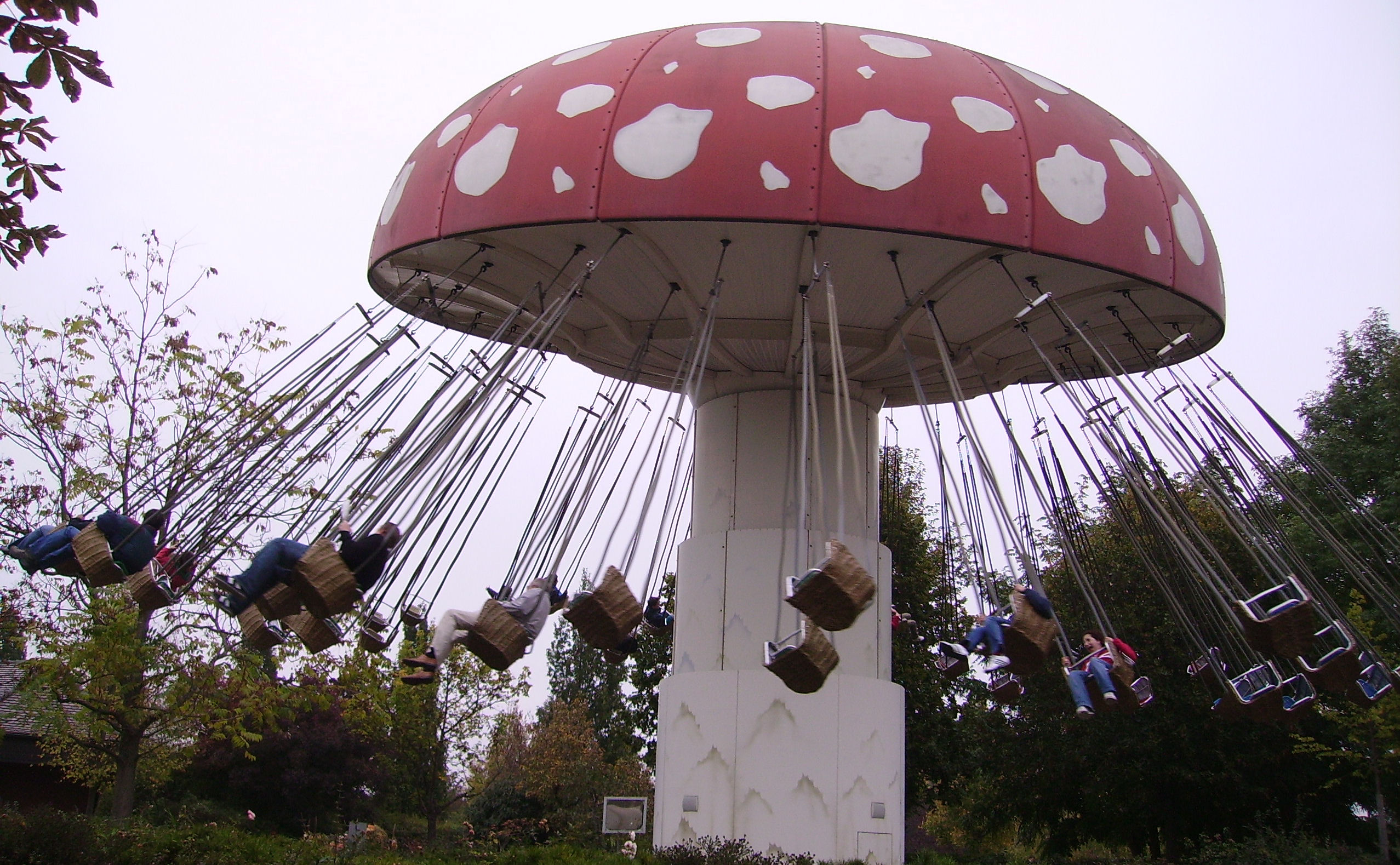
Fliegenpilz
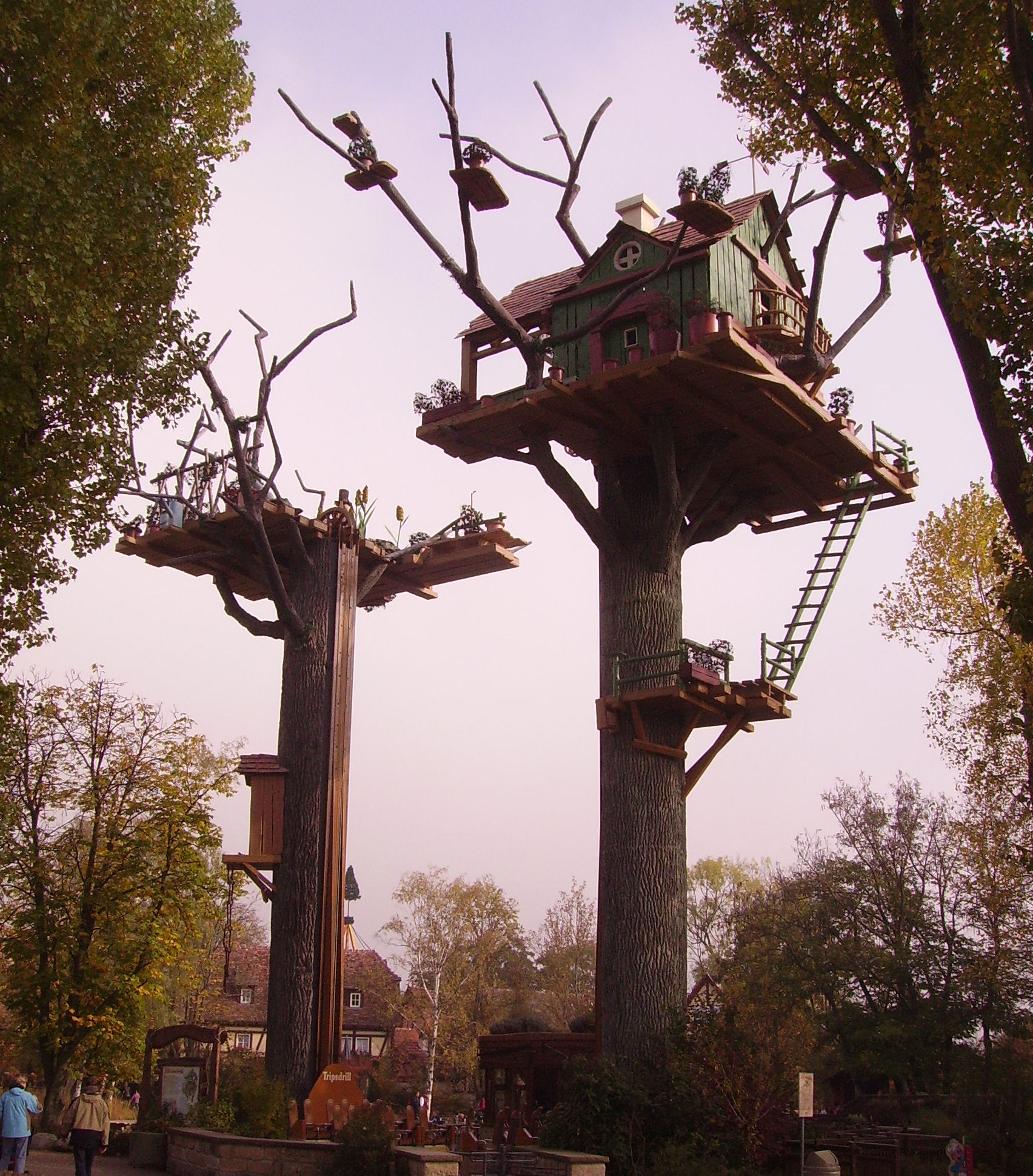
Donnerbalken
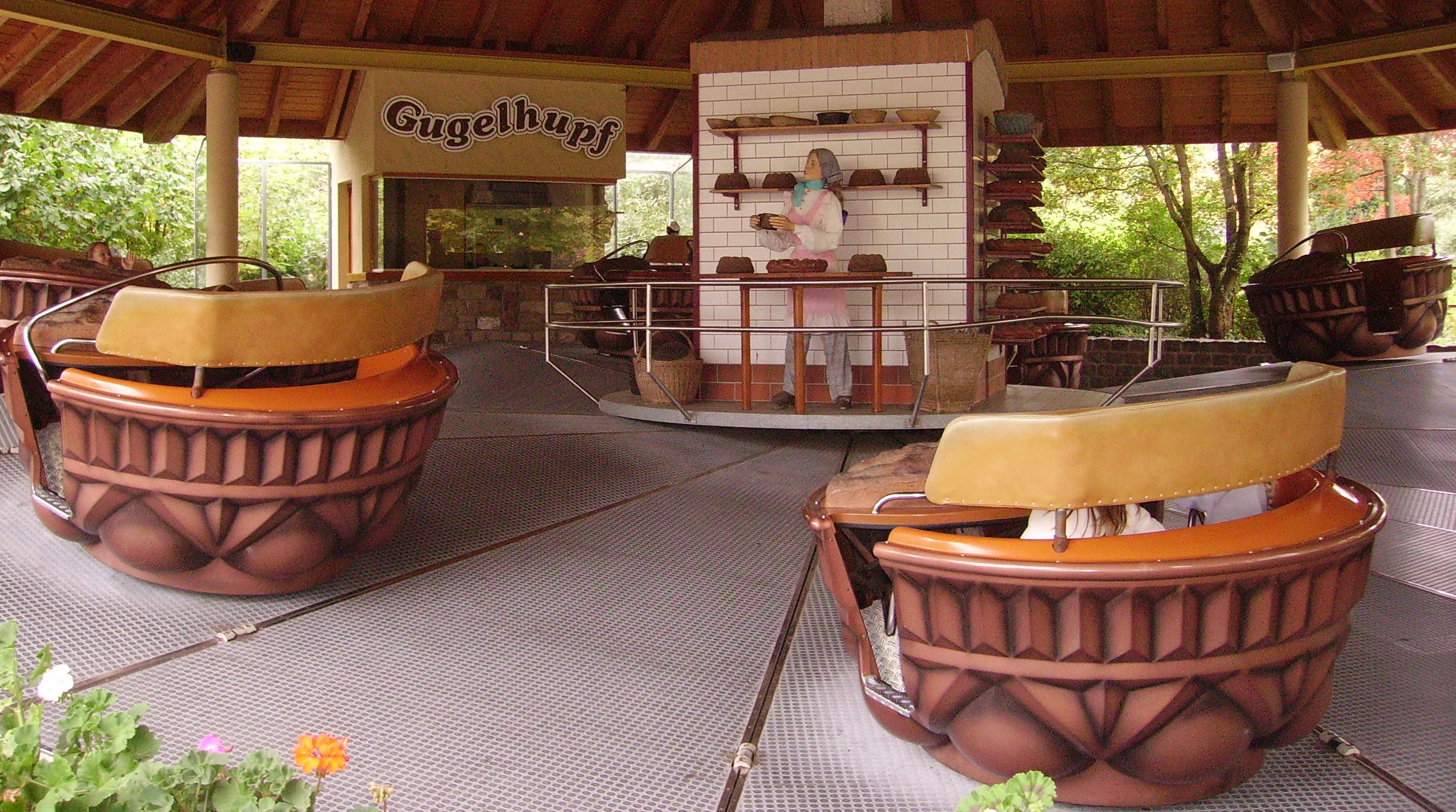
Gugelhupf-Gaudi-Tour
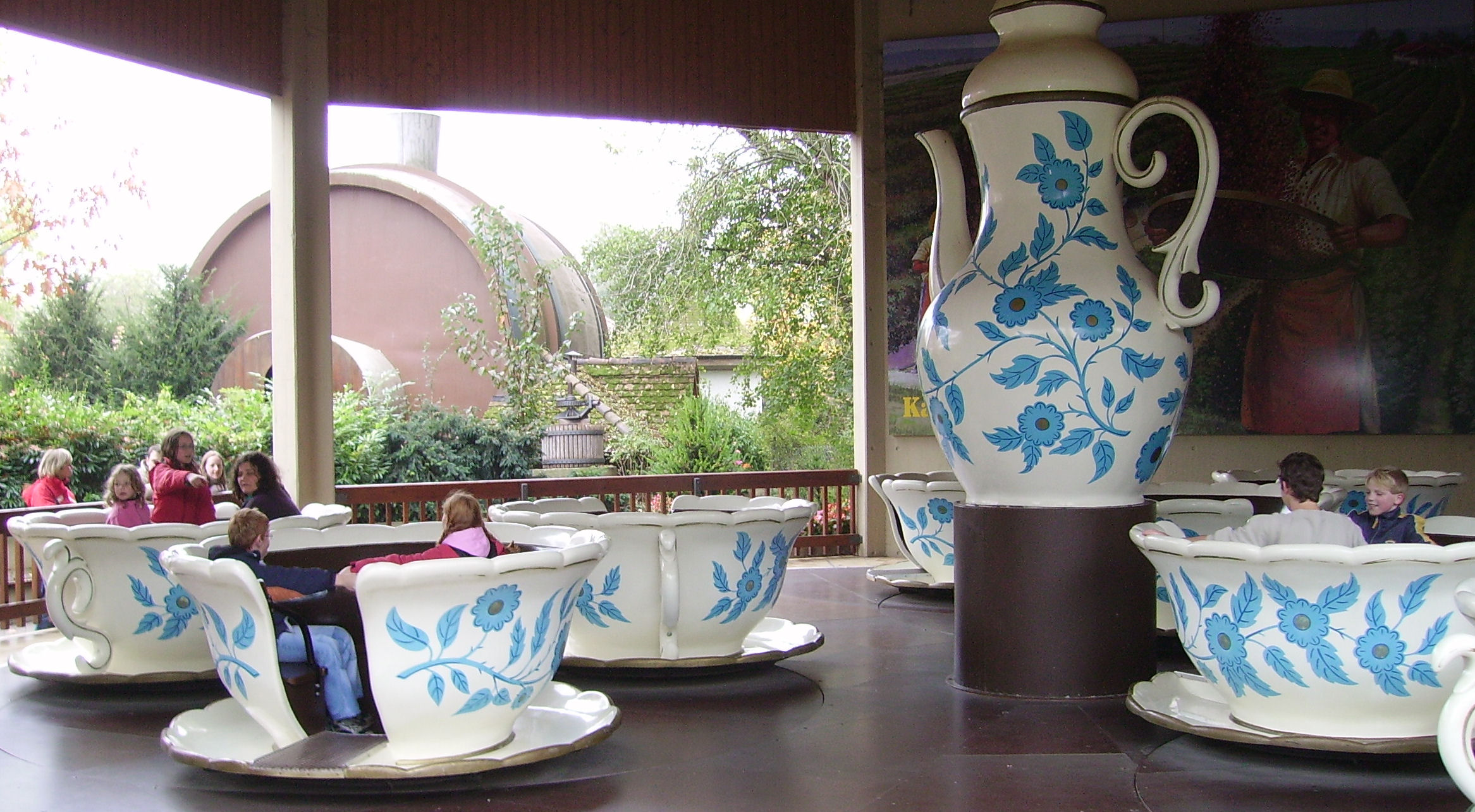
Kaffeetassenfahrt
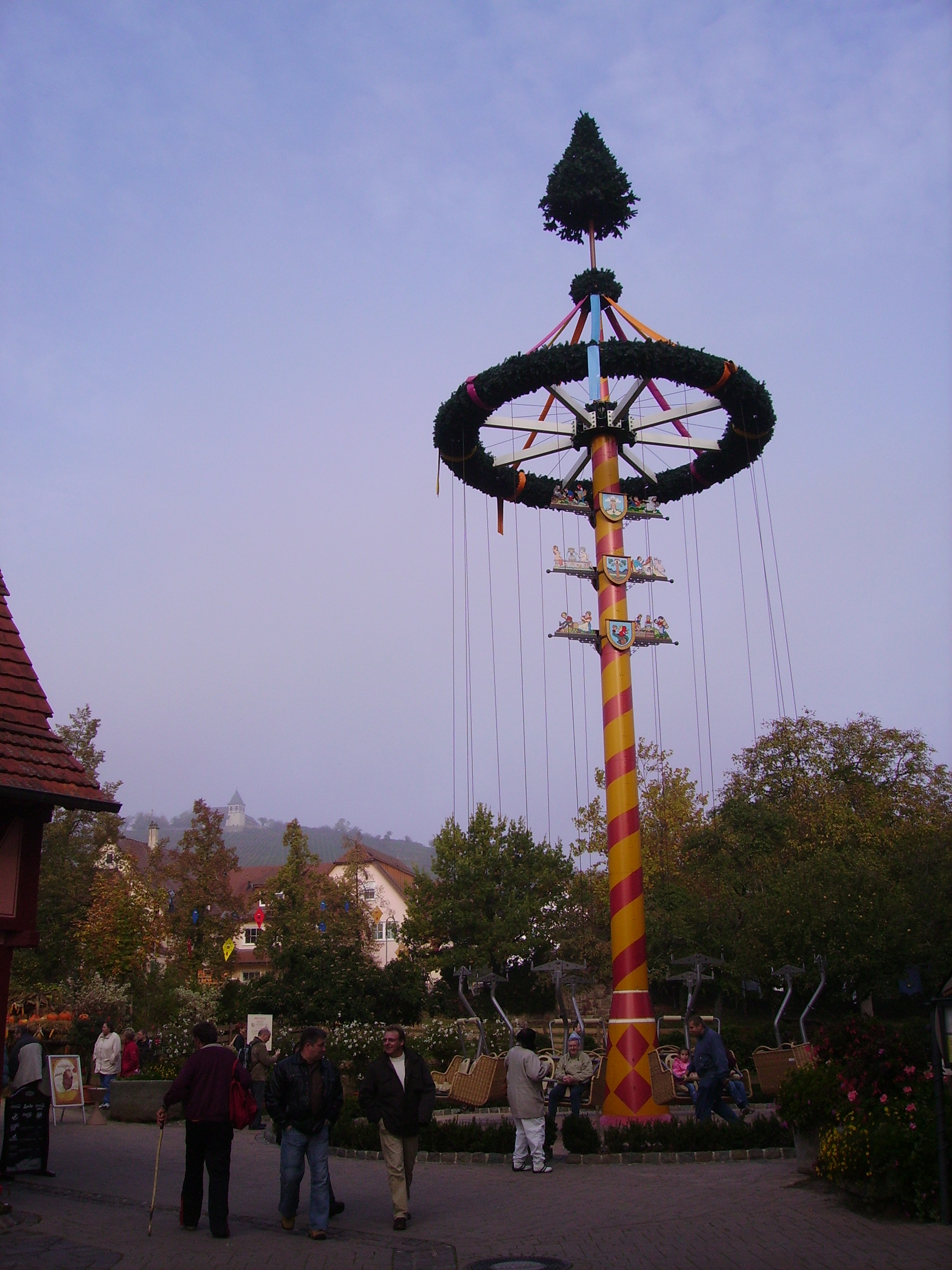
Maibaum
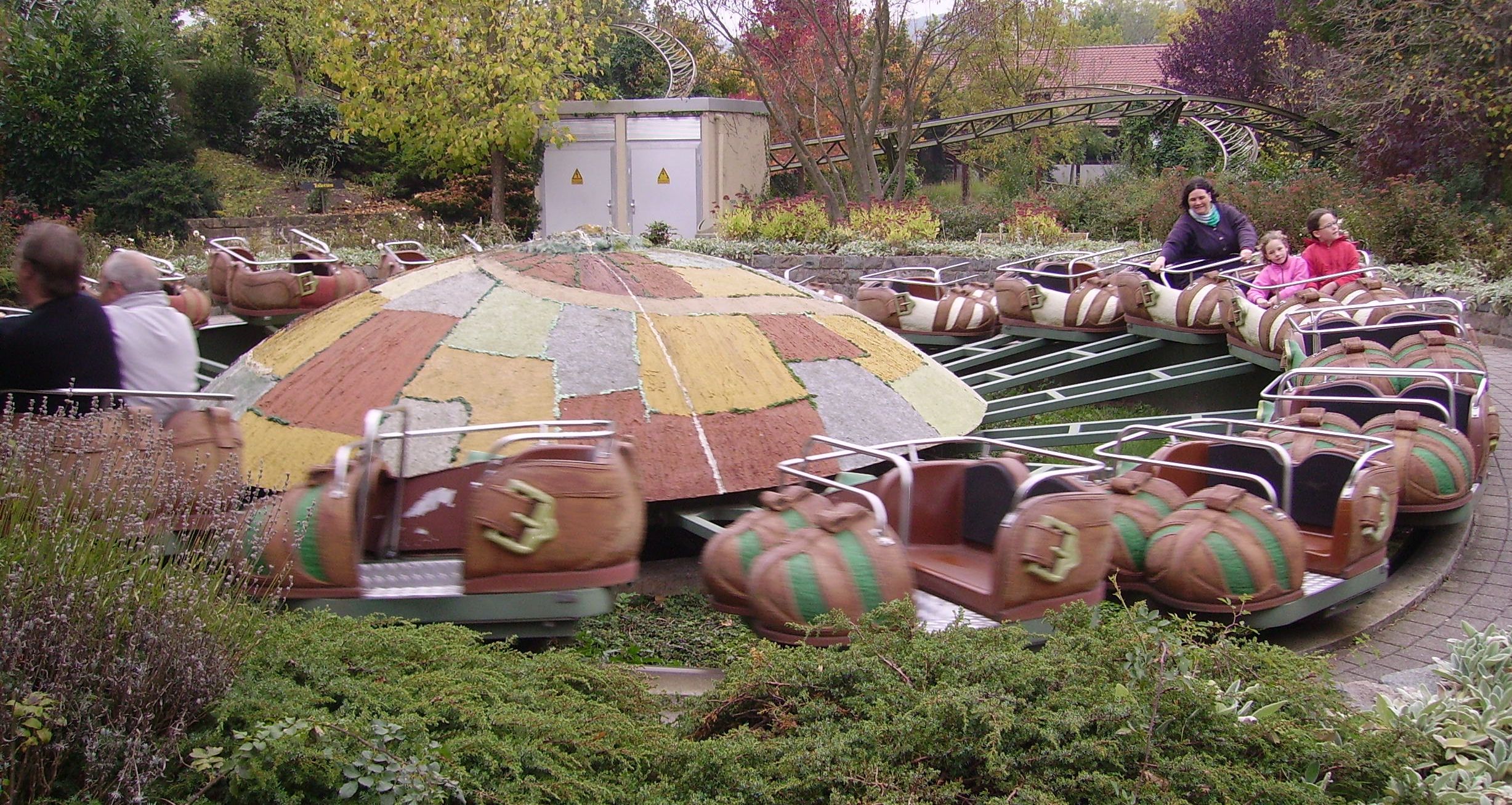
Schlappen-Tour
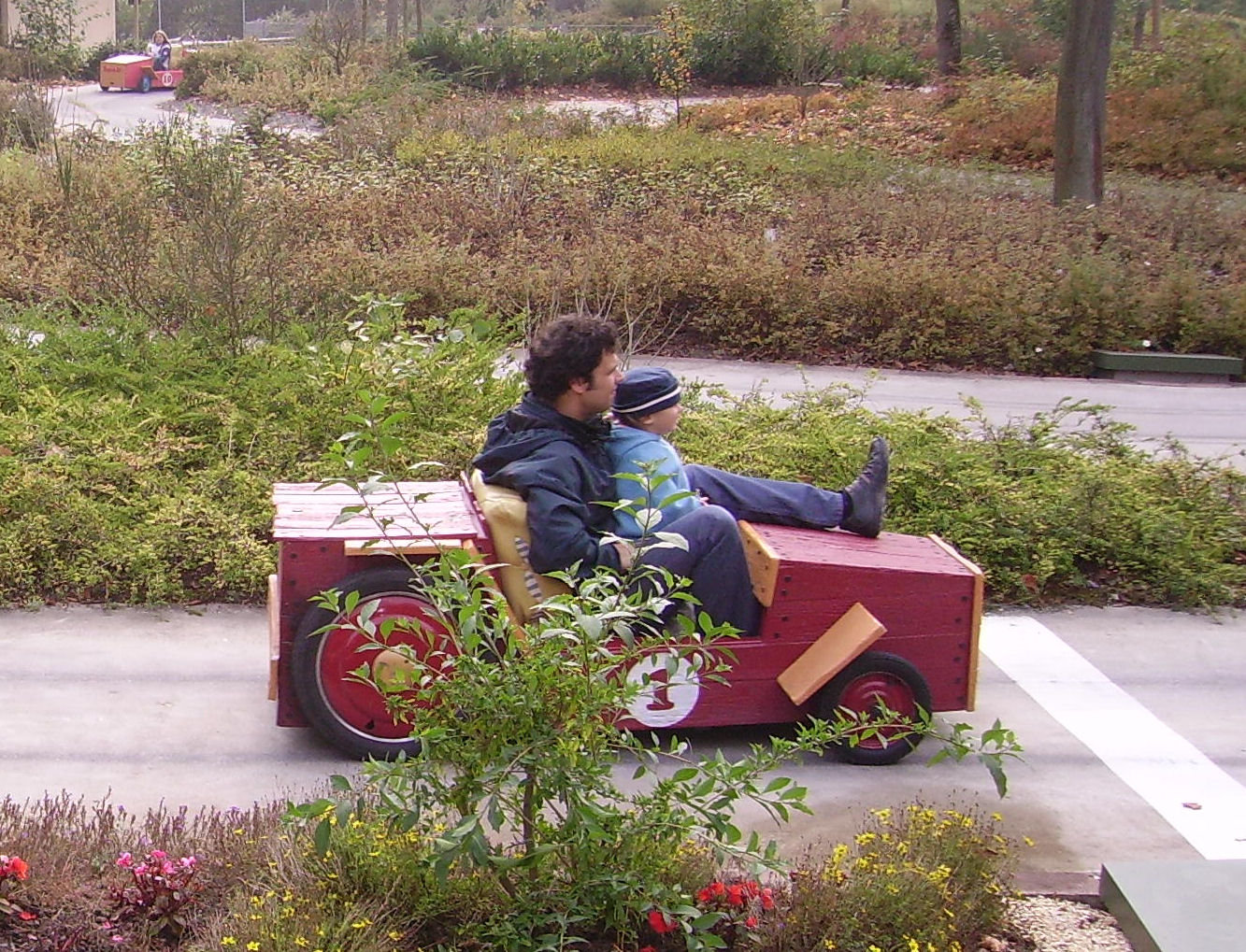
Seifenkisten-Rennen
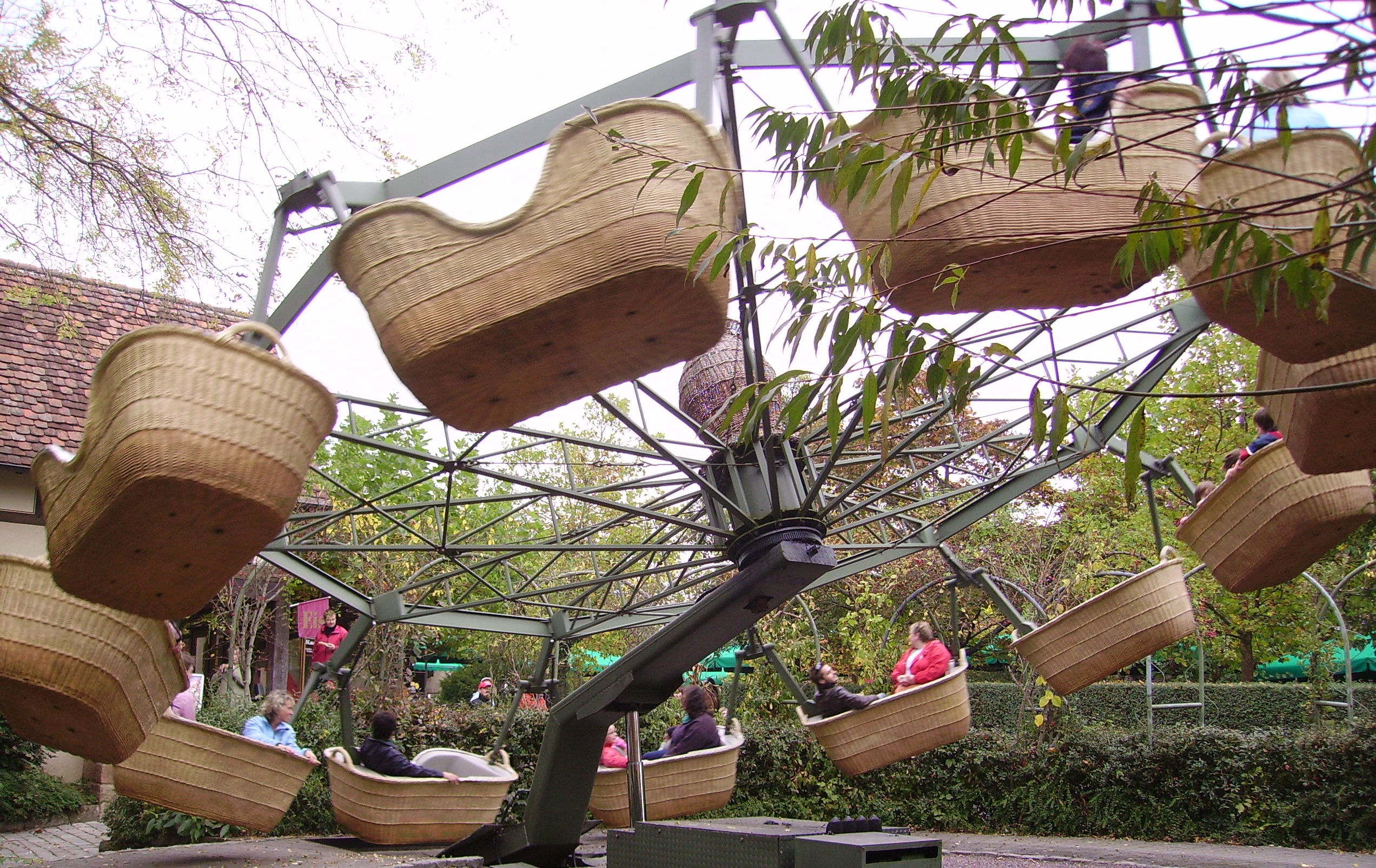
Wasschkorb